# Aubertoperla kuscheli
Aubertoperla kuscheli är en bäcksländeart som beskrevs av Joachim Illies 1963. Aubertoperla kuscheli ingår i släktet Aubertoperla och familjen Gripopterygidae. Inga underarter finns listade i Catalogue of Life.